# ياسر عودة
ياسر يوسف عودة (من مواليد بلدة برعشيت - الجنوب عام 1969م) هو رجل دين لبناني شيعي، عُرف بخطابه ضد الفساد السياسي والطائفي في لبنان وبخطابه ضد البدع في الدين الإسلامي سواء كان من الجانب الشيعي أو من الجانب السني.

## دراسته
- التحق بالحوزة العلمية في لبنان منذ سنة 1984 إلى 1989. درس فيها عند محمد حسن ترحيني (فقه) والشيخ إبراهيم الدماوندي (فلسفة وأصول مرحلة الخارج) وآخرين.
- التحق بالحوزة العلمية في قم المقدسة من سنة 1989 إلى 1992. درس فيها عند الشيخ مصطفى الهرندي (كفاية الأصول) وعادل العلوي (لمعة) وآخرين.
- عاد إلى لبنان ليكمل مرحلة بحث الخارج لدى المرجع الراحل محمد حسين فضل الله.
- حائز على شهادة دبلوم في العلوم الإسلامية.

## نشاطاته
- أستاذ في المعهد الشرعي الإسلامي في بيروت.
- له عشرات المقالات والأبحاث والمحاضرات والندوات واللقاءات في شتى العلوم والمعارف الإسلامية والاجتماعية والثقافية، إضافة إلى بعض الكتب المخطوطة (أبرزها كتاب صحيح الدعوات).
- عضو هيئة أمناء مؤسسات المرجع الراحل محمد حسين فضل الله.
- إمام جماعة في مسجد الإمام السجاد في حي السلم (الضاحية الجنوبية لمدينة بيروت) منذ العام 1999.
- يشارك في برنامج يسألونك عن الإنسان والحياة منذ عام 2010 عبر أثير إذاعة البشائر.
- من خطباء المنبر الحسيني.

## البرامج التلفزيونية
برنامج فقه الشريعة على قناة الإيمان الفضائية. وهو برنامج فقهي حواري، مباشر على الهواء، يشكل مساحة مهمة لتسليط الضوء على المواضيع الفقهية، ويسعى للإجابة على أسئلة الناس وما يعترضهم في حياتهم اليومية من إشكالات مرتبطة بالتزامهم الديني. يعالج البرنامج مجموعة كبيرة من المواضيع المهمة، فقهية ودينية واجتماعية، حازت على اهتمام المشاهدين ومتابعتهم.

## مؤلفاته
- كتاب صحيح الدعوات. [2]